# Федерація кіберспорту України
Федерація кіберспорту України (UESF, ФКУ) — ГО "ВО "Федерація кіберспорту (електронного спорту) України" - всеукраїнська громадська організація, створена для популяризації й розвитку кіберспорту в Україні. 21 липня 2021 року Федерація отримала статус Національної.

## Опис
Федерація є громадською організацією, що була створена у 2017 році для популяризації й розвитку комп'ютерного спорту в Україні. Федерація є офіційним членом International Esports Federation (IESF), Global Esports Federation (GEF), Esports Europe Federation (EEF), World Esports Consortium (WESCO), Belt and Road International Esports Association Alliance (B&R IEAA). Федерація має регіональні представництва у 23 областях України.

### Напрямки розвитку
- Залучення великого бізнесу, спонсорів, партнерів та однодумців для формування, тренування і розвитку українських команд, підвищення їх конкурентоспроможності;
- Розвиток Українського кіберспорту та побудова сучасної кіберспортивної екосистеми та інфраструктури в країні;
- Проведення аматорських та професійних кіберспортивних змагань;
- Створення регіональних та всеукраїнських ліг (студентських, шкільних, напівпрофесійних тощо) на постійній основі;
- Популяризація здорового способу життя та правильного підходу до тренувального процесу в рамках заняття комп'ютерним спортом серед молоді;
- Виховання гравців, створення кіберспортивних шкіл для гравців, тренерів, коментаторів, аналітиків, стримерів тощо. А також перетворення України на привабливий майданчик для проведення світових чемпіонатів;
- Захист інтересів кіберспортсменів;
- Впровадження освітніх проєктів для працівників галузі;
- Розробка регламентів, правил змагань, рекомендацій та мануалів тощо.

Також, в планах Федерації є створення кіберспортивної школи для майбутніх професійних гравців, тренерів, коментаторів, аналітиків, стрімерів.

## Діяльність
За 2017—2021 роки UESF провела понад 330 турнірів, серед яких регіональні, 5 національних та 4 міжнародні, в яких взяло участь понад 40 тисяч гравців.
7 вересня 2020 року (Наказ Мінмолодьспорту №1557 від 16.09.2020 року) - Федерація домоглася офіційного визнання кіберспорту видом спорту.
21 липня 2021 року (Наказ Мінмолодьспорту №2561 від 21.07.2021 року) - Федерація кіберспорту України отримала національний статус.
2019 року Федерація провела чемпіонат України з кіберспорту з призовим фондом в 1 млн гривень.
З грудня 2020 по березень 2021 року провели Кубок України з кіберспорту з призовим у 280 тис. грн.
В липні 2021 року стартував Чемпіонат України з кіберспорту з призовим фондом в 1,5 млн грн.
Федерація постійно впроваджує соціальні проєкти, серед яких турніри для людей з інвалідністю, допомога дітям-сиротам, допомагає у розробці та впровадженні освітніх програм для шкіл та закладів вищої освіти.

## Керівництво
- Іван Данішевський — Голова правління UESF
- Артур Єрмолаєв — Віцепрезидент UESF
- Антон Маркелов — Виконавчий директор UESF
- Едуард Анохін — Операційний директор UESF
- Владислав Бартошко — Член правління UESF
- Артем Одінцов — Член правління UESF